# Karel Doorman-klassen
Karel-Doorman-klassen også kaldet M-klassen (M for multi purpose) er en fregat-type bygget til Koninklijke Marine. De 8 fregatter i klassen indgik i flåden i første halvdel af 1990'erne. Fra 2004 er 6 af skibene blevet solgt til andre flåder.

## Historie

### Planlægning og konstruktion
Man begyndte planlægningen af Karel-Doorman-klassen i 1977 som erstatning for de aldrende antiubådsdestroyere i Roofdier-klassen der var et levn fra 2. verdenskrig. Den hollandske marine begyndte at lægge en større vægt på skibenes overlevelsesevne, ved at formindske skibenes radar-, akustiske og infrarøde signaturer. Da det i 1984 stod klart at fregatterne i Van Speijk-klassen også stod til en snarlig udfasning, blev det besluttet at Karel Doorman-klassen ikke blot skulle være antiubådsfregatter, men også skulle være udrustet til luftforsvar. Kølen blev lagt på det første skib i klassen, Hr.Ms. Karel Doorman (F827) den 26 februar 1985 ved Royal Schelde værftet og skibene blev løbende leveret i frem til 1995.
I 1997 blev alle skibe i klassen udrustet med en forbedret navigationsradar af typen Scout fra Thales Gruppen. Radaren er designet til at være svær for ESM-udstyr at opfange.

### Salg
På grund af de forskellige indsatsmuligheder, viste flere lande interesse for skibsklassen. Efter lange forhandlinger blev der solgt 2 enheder til den chilenske flåde. Disse blev taget i brug af Chile i 2005. I 2005 blev 2 fregatter solgt til Belgien for 296,6 millioner dollars, disse to skibe blev taget i brug i 2007. I maj 2006 udviste Portugal første gang interesse i at anskaffe sig 2 skibe til erstatning af den forældede skibe af João-Belo-klassen. Aftalen kom i hus i november samme år og 16. januar 2009 blev det første skib overført, og det andet skib blev overført den 15. januar 2010.

## Skibe i klassen
| Pennant | Navn                      | Kølen lagt       | Søsat             | Indgået           | Skæbne                                                                  | Kaldesignal |
| ------- | ------------------------- | ---------------- | ----------------- | ----------------- | ----------------------------------------------------------------------- | ----------- |
| F930    | Leopold I                 | 26. februar 1985 | 20. april 1988    | 31. maj 1991      | ex-Karel Doorman (F827), overført til Belgien den 29. marts 2007        | ORJP        |
| F931    | Louise-Marie              | 6. november 1985 | 21. januar 1989   | 28. november 1991 | ex-Willem van der Zaan (F829), overført til Belgien den 25. august 2006 | ORJQ        |
| 18      | Almirante Riveros         | 28. oktober 1986 | 9. december 1989  | 26. februar 1993  | ex- Tjerk Hiddes (F830), overført til Chile den 3. februar 2006         | -           |
| F831    | Van Amstel                | 3. maj 1987      | 19. maj 1990      | 27. maj 1993      | I tjeneste                                                              | PAME        |
| 15      | Almirante Blanco Encalada | 8. februar 1989  | 7. september 1991 | 15 december 1993  | ex-Abraham van der Hulst (F832), overført til Chile i 2004              | -           |
| F333    | Bartolomeu Dias           | 10. januar 1990  | 16. maj 1992      | 2. juni 1994      | ex-Van Nes (F833), overført til Portugal 20. december 2007              | CTFM        |
| F334    | D. Francisco de Almeida   | 7. juni 1990     | 21. november 1992 | 1. december 1994  | ex-Van Galen (F834), overført til Portugal den 1 november 2009          | CTFN        |
| F828    | Van Speijk                | 1. oktober 1991  | 26. marts 1994    | 7. september 1995 | I tjeneste                                                              | PAMB        |